# Anyphops lochiel
Espèce
Anyphops lochiel est une espèce d'araignées aranéomorphes de la famille des Selenopidae.

## Distribution
Cette espèce est endémique d'Afrique du Sud. Elle se rencontre au Mpumalanga et au Limpopo.

## Description
La femelle holotype mesure 10,20 mm.

## Étymologie
Son nom d'espèce lui a été donné en référence au lieu de sa découverte, Lochiel.

## Publication originale
- Corronca, 2000 : Two new species of Anyphops Benoit, 1968 and description of the male of A. amatolae (Lawrence, 1940) (Aranei: Selenopidae). Arthropda Selecta, vol. 9, no 1, p. 51-54 (texte intégral).